# Гранд Каньон (национален парк)
 Тази статия е за националния парк.  За каньона вижте Гранд Каньон.  
Националният парк „Гранд Каньон“ или „Големият каньон“ (на английски: Grand Canyon National Park), намиращ се в щата Аризона, е сред най-старите национални паркове в САЩ.
На негова територия се намира Гранд Каньон или Големият каньон (на английски: Grand Canyon), един от най-дълбоките каньони в света, разположен на река Колорадо, дълъг 320 км и дълбок 1800 м на места. В продължение на милиони години реката е рушила и дълбала скалите, докато си е проправяла път между тях и е създала многоцветна дълбока пропаст с отвесни стени.

## История
Въпреки че получава защитата на правителството през 1893 година, статут на природен резерват и малко по-късно национален паметник, Гранд Каньон става национален парк едва през 1919 г. През същата година паркът е посетен от близо 45 000 души. Днес Гранд Каньон се посещава годишно от около 5 милиона души.
В парка са намерени археологически находки на 12 000 години, които свидетелстват за заселването на индиански племена по тези земи. Първото документирано посещение на европейски заселници е от 1540 г.
Река Колорадо се е врязвала в твърдите скали в продължение на милиони години, докато се образува Големият каньон.

## Геология
Първоначално река Колорадо е текла в равнина, но преди около 60 милиона години се формира платото Колорадо и в резултат на неговото издигане се изменя наклонът на течението на реката. Тя започва да тече по-бързо, което спомага за увеличаване на ерозията. Така постепенно се образува Гранд Каньон.

## Туризъм
Паркът предлага различни видове развлечения и обиколки. Има стръмни пътеки, по които опитни туристи могат да слязат пеша на дъното на каньона. Предлагат се прелитания над каньона с хеликоптери и малки самолети, както и яздене на муле. Последната голяма туристическа атракция е „Небесната разходка“ (на английски: Grand Canyon Skywalk), открита на 28 март 2007 г. Тя представлява своеобразна висяща стъклена тераса (във вид на подкова) извън ръба на каньона, откъдето се откриват невероятни гледки. Посещава се годишно от над 5 милиона туристи, повечето от които посещават Южния склон на парка, пристигайки по Аризонския път 64.

## Климат
Температурите варират според височината и сезона. През лятото във вътрешността на каньона температури от 37 – 38 °C не са рядкост, докато през зимата температурите падат под нулата и е възможен снеговалеж. Поради тези резки промени в температурите туристите трябва да планират преходите си предварително и да са добре подготвени. През лятото се препоръчва пиене на много вода, за да се избегне обезводняване на организма.
| Месец     | Макс. темп. на върха | Мин. темп. на върха | Макс. темп. на дъното | Мин. темп. на дъното |
| --------- | -------------------- | ------------------- | --------------------- | -------------------- |
| Януари    | 5                    | -8                  | 13                    | 2                    |
| Февруари  | 7                    | -6                  | 17                    | 6                    |
| Март      | 10                   | -4                  | 22                    | 9                    |
| Април     | 15                   | 0                   | 28                    | 13                   |
| Май       | 21                   | 4                   | 33                    | 17                   |
| Юни       | 27                   | 8                   | 38                    | 22                   |
| Юли       | 29                   | 12                  | 41                    | 26                   |
| Август    | 28                   | 12                  | 39                    | 24                   |
| Септември | 24                   | 8                   | 36                    | 21                   |
| Октомври  | 18                   | 1                   | 29                    | 14                   |
| Ноември   | 11                   | -3                  | 20                    | 8                    |
| Декември  | 6                    | -7                  | 14                    | 2                    |

## Флора и фауна
Гранд Каньон има 75 вида бозайници, 50 вида влечуги, 25 вида риби и повече от 300 вида птици. Най-характерни за района са двата вида катерици и калифорнийският кондор, който е в списъка на застрашените видове от 1967 г. Сериозни грижи за тяхното опазване започват едва през 1996 г. През 2005 г. общият брой на кондорите е 250, като 45 от тях са в Аризона.